# Caravan Palace
キャラバン・パレス（Caravan Palace）は、パリのフレンチ・エレクトロ・スウィングバンド。ジャンゴ・ラインハルト、Vitalic、Lionel Hampton、Daft Punkから影響を受けている。2008年10月にアルバム「Caravan Palace」でデビューし、アルバムはスイス、ベルギー、フランスのチャートにランクインし、最高で11位を記録した。

## 歴史
バンドは元々3ピースだった。Loïc Barroukが興味を持ち、バンドにレコーディングスタジオと一連のギグを提供した。ライブの中でより多くの奏者が必要となり、現在の7人のメンバーの内直近の3人はマイスペースで見つけた。
多数のデモやプロモーションのシングルを発表し、インターネットで評判を高めた。2006年から2007年には年間ツアーを行いフランス中を回り、2007年のジャンゴ・ラインハート・ジャズ・フェスティバルで初めてフェスに参加。その後、Wagram Musicと契約した。翌年、彼らはスタジオ-アルバムに向けて制作活動を行なった。
2008年10月20日、バンドの名を冠した「Caravan Palace」が「Jolie Coquine」に先立ってリリースされた。アルバムはその伝統的なジャズを踏まえている点で評価されており、欧州のアルバムチャートを席巻し、スイスでは72位、ベルギーでは43位を記録する。2009年8月11日には、地元フランスのチャートで最高11位にランキングし、フランスアルバムチャートに68週連続でランクインした。公式セカンドシングルの「Suzy」は2009年2月4日に発売した。
2015年10月27日、10月30日にJools Hollandと共演、10月31日にジョナサン・ロスショーに出演。その後も2016年12月31日、2017年1月1日のJools Annual HootenannyにてBlack BettyやLone Diggerのカバーを披露した。

## メンバー
- Zoé Colotis - ボーカル
- Arnaud Vial - ギター、ボーカル
- Hugues Payen - ヴァイオリン、ボーカル
- Camille Chapelière - クラリネット、サクソフォン
- Charles Delaport - ダブルのベース、電子楽器
- Antoine Toustou - 電子楽器、トロンボーン
- Paul-Marie Barbier - 打楽器、ヴィブラフォン
- Victor Raimondeau - サクソフォン

## ディスコグラフィー

### スタジオアルバム
| タイトル       | 詳細 | チャート | チャート | チャート |
| タイトル       | 詳細 | フランス | ベルギー | スイス   |
| -------------- | --- | -------- | -------- | -------- |
| Caravan Palace | - 2008年10月20日発売 - フォーマット: CD、デジタルダウンロード、LP - レーベル:Wagram                                    | 11       | 42       | 72       |
| Panic          | - 2012年3月5日 - フォーマット:CD、デジタルダウンロード、LP - レーベル:Wagram                                           | 20       | 74       | 43       |
| <\|°_°\|>      | - 2015年10月16日 - フォーマット:CD、デジタルダウンロード、LP - レーベル:Wagram                                         | 51       | 101      | 57       |
| Chronologic    | - 2019年8月30日 - フォーマット:CD、デジタルダウンロード、LP、カセット - レーベル:Lone Diggers, Le Plan Recordings,MKVA | 58       | -        | 82       |

### EP盤
| タイトル   | アルバム詳細                                                                      |
| ---------- | --------------------------------------------------------------------------------- |
| Clash      | - 2011年2月27日（アメリカ） - フォーマット:デジタルダウンロード - レーベル:Wagram |
| Wonderland | - 2016年5月20日 - フォーマット:デジタルダウンロード - レーベル:Wagram             |

### シングル
| タイトル         | 年     | 最高順位 | アルバム              |
| タイトル         | 年     | フランス | アルバム              |
| ---------------- | ------ | -------- | --------------------- |
| "Jolie Coquine"  | 2008年 | 192      | Caravan Palace        |
| "Dragons"        | 2008年 | —        | Caravan Palace        |
| "Suzy"           | 2009年 | —        | Caravan Palace        |
| "Clash"          | 2012年 | —        | Panic                 |
| "Rock It for Me" | 2012年 | —        | Panic                 |
| "Dramophone"     | 2012年 | —        | Panic                 |
| "Comics"         | 2015   | —        | Robot Face(<\|°_°\|>) |
| "Lone Digger"    | 2015   | 144      | Robot Face(<\|°_°\|>) |